# Estación de Riglos
Riglos es un apeadero ferroviario con parada facultativa situado en el municipio español de Las Peñas de Riglos en la provincia de Huesca, comunidad autónoma de Aragón.
Dispone de servicios de Media Distancia operados por Renfe.

## Situación ferroviaria
La estación se encuentra en el punto kilométrico 128,5 de la línea de ferrocarril que une Zaragoza con la frontera francesa por Canfranc a 563 metros de altitud y está situada entre las de Riglos-Concilio y Santa María y la Peña.

## Historia
La estación fue inaugurada el 1 de junio de 1893 con la puesta en marcha del tramo Huesca-Jaca de la línea que pretendía unir Zaragoza con la frontera francesa por Canfranc. Aunque dicho tramo fue abierto y explotado desde un primer momento por Norte la concesión inicial había recaído en la Sociedad Anónima Aragonesa la cual cedió la misma a Norte. En 1941, la nacionalización del ferrocarril en España supuso la desaparición de las compañías existentes y su integración en la recién creada RENFE. 
Desde el 31 de diciembre de 2004 Renfe Operadora explota el tráfico ferroviario mientras que Adif es la titular de las instalaciones.
En 2013, Renfe Operadora cesó en el tráfico de viajeros, quedando sin servicio la estación, hasta su nueva puesta en marcha el 7 de abril de 2019, aunque como apeadero con parada facultativa.

## La estación
Se halla situada a 1 km en pendiente descendiente desde la población por camino estrecho y asfaltado, salvo el último tramo. Se accede tras cruzar el paso a nivel junto al cual está la antigua vivienda del personal de la estación. El edificio de viajeros está algo más al sur y es un robusto y simple refugio de piedra con bancos a los lados en el interior.
La estación es frecuentemente utilizada por excursionistas, especialmente en fines de semana.
La renovación de la línea está pendiente de licitación en diciembre de 2021.

## Servicios ferroviarios

### Media Distancia
Los trenes de Media Distancia operados por Renfe tienen como principales destinos Zaragoza y Canfranc.
| Línea MD | Trenes   | Origen/Destino |  | Destino/Origen |
| -------- | -------- | -------------- |  | -------------- |
| 56       | Regional | Zaragoza       |  | Canfranc       |